# Pravěká mohyla (Nymburk)
Pravěká mohyla v Nymburce se nachází v ulici Na Příkopě. Je chráněna jako kulturní památka České republiky.
Unikátní nález skříňového mohylového hrobu z pozdní doby kamenné – eneolitu (3 600 př. n. l.) je důkazem dávného pravěkého osídlení města. Hrob s megalitickým kamenným obložením, ve kterém ležela kostra muže v mírně skrčené poloze, byl objeven v roce 1994 při archeologickém výzkumu v ulici Na Příkopě. Současně s ním byly nalezeny pozůstatky vnitřního valu opevněné osady z doby bronzové a pravěký příkop. Nakonec celý půdorys vodních příkopů a hradeb kopíruje původní pravěké opevnění.

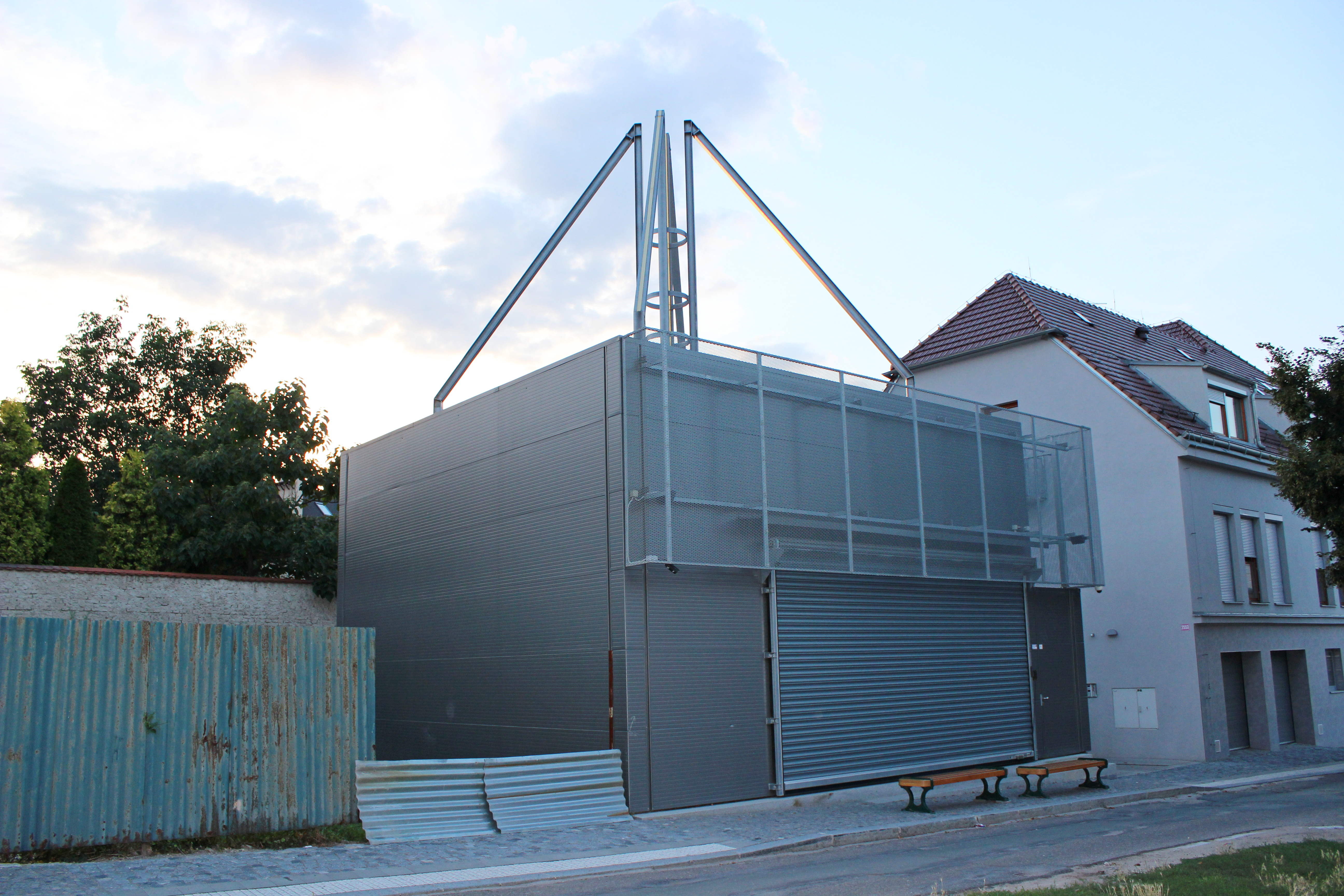
Pavilon pro prezentaci mohyly

Architektonické studio AMS-ARCHITECT MATYAS STUDIO zahájilo v listopadu 2007 práci na pavilonu pro prezentaci mohyly z pozdní doby kamenné. V dubnu 2013 byla stavba dokončena. Systémy uvnitř stavby zajišťují udržení správného mikroklimatu, stahování a vytahování rolety a obsluhu informačního systému pro turisty. Monolititcká stavba je tvořena nosnou ocelovou konstrukcí, která je pokrytá panely. Duchovní rozměry stavbě dodává konstrukce na střeše objektu z níž příležitostně vychází světelný paprsek směrem k nebi s dosvitem 500 m.
Památka je volně zpřístupněna během turistické sezóny (duben – říjen) denně od 9 do 17 hodin. Její zmenšený model je umístěn ve vitríně na chodbě informačního centra.